# Jean de Sainte-Colombe
Monsieur de Sainte-Colombe (c. 1640 - vers el 1700) fou un compositor i instrumentista de viola de gamba del Barroc francès. Hom l'ha anomenat sovint Jean de Sainte-Colombe, pare perquè se li coneix un fill conegut com a Sainte-Colombe, fill del qual s'han trobat traces prop de Durham, a Anglaterra, en concret sis suites per a baix de viola, la darrera de les quals inclou un tombeau (peça musical dedicada a un difunt) al seu pare. La família era originària del sud-est de França.

## Biografia
Es coneixen pocs detalls de la seva vida: ni el nom dels seus pares, ni les dates exactes de naixença i mort, però recentment s'ha sabut el seu nom de pila, tot i que algunes fonts parlen d'un Agustí d'Autrecourt, Sieur de Sainte-Colombe, i que va tenir com a professor el música de tiorba i viola de gamba Nicolas Hotman. Es tenen diversos testimonis de les seves grans capacitats com a gambista, sobretot de la mà dels seus alumnes, entre els quals es compten Danoville, Jean Desfontaines, Marin Marais, Pierre Méliton i Jean Rousseau.
És possible que ell estigui a l'origen de l'addició d'una setena corda a la viola d'arc baixa. Jean Rousseau assenyala que ell dominava l'art de la viola a la perfecció, fet que reapareix a l'obra actual de Pascal Quignard Tous les matins du monde (que després es va portar al cinema amb el mateix títol) que mostra el procés d'aprenentatge de Marin Marais de la mà de Sainte-Colombe, i en el qual és presentat com un home relativament auster. Probablement formava part de la noblesa de Lió i se sap que donava concerts a casa seva. Mai no va ser un músic de la cort reial, tot i que des de finals dels 60 vivia a París prop de Saint-Germain l'Auxerrois, i prop, també, del domicili dels seu gran deixeble, Marais.
Diversos testimonis donen idea d'un personatge de vida austera, discreta i poc amiga de mostrar-se i de deixar pistes fins i tot sobre el que va ser la seva vida, fet que es continua resistint als investigadors actuals. Això, i la relació que va mantenir amb certs personatges porta a pensar que potser es va moure en ambients protestants; de fet, les seves dues filles es van casar amb protestants.
El tombeau que li va dedicar Marin Marais data de 1701, cosa que podria fer pensar que la seva mort fou en aquella data, però el seu nom ja no és en censos de músics residents a París de l'any 1691 ni del 1696.
Se li coneixen un total de 180 peces per a viola de gamba sola i unes altres 67 per a dues violes, la qual cosa fa d'ell un compositor força prolífic i ens dona una idea del virtuosisme de què era capaç. Compon en els patrons de dansa habituals a la França de l'època, però també sobre un patró de pianelle, que no es troba en cap altre compositor; escriu uns preludis molt més llargs del que era habitual i sovint transgredeix les normes de l'harmonia amb quintes paral·leles i dissonàncies que no resolen. També és poc habitual el seu tractament de les repeticions de les seccions de les danses, els doubles, que molt sovint no tenen la mateixa llargada que la primera part.

## Discografia
- Mr. de Sainte Colombe le fils : 5 Suites pour viole seule par Jonathan Dunford (Accord Baroque, Universal - ASIN, B0002TB5UI). Escoltar-ne un fragment Arxivat 2007-09-27 a Wayback Machine.
- Mr. de Sainte Colombe : Suites pour viole seule - Concerts à Deux Violes Esgales par l'Ensemble A 2 Violes Esgales (Adès 204912 - ASIN B000004C8Q). Escoltar-ne un fragment Arxivat 2007-09-27 a Wayback Machine.
- Mr. de Sainte Colombe le fils : Pièces de viole - Six Suittes & Tombeau (Le Parnasse de la Viole, vol. I) par Jordi Savall (Alia Vox AV 9827 A+B, 2CD)
- Concerts a deux violes esgales du Sieur de Sainte Colombe, Wieland Kuijken - Jordi Savall (Astrée Auvidis E 7729, 1988)
- Concerts a deux violes esgales du Sieur de Sainte Colombe, Tome II, Jordi Savall - Wieland Kuijken (Astrée Auvidis E 8743, 1992).